# Liste des districts dans le borough londonien d'Islington
Ceci est une liste des districts du Borough londonien d'Islington.
Les zones du code postal d'Islington sont EC, N, NW et WC.

Islington dans le Grand Londres

## Districts
| District        | Ville postale | Zone postal/District | Coordonnées                 | OS grid ref  |
| --------------- | ------------- | -------------------- | --------------------------- | ------------ |
| Angel           | LONDRES       | EC1, N1              | 51° 31′ 56″ N, 0° 06′ 24″ O | TQ315845     |
| Archway         | LONDRES       | N19                  | 51° 33′ 58″ N, 0° 08′ 02″ O | TQ285875     |
| Barnsbury       | LONDRES       | N1, N7               | 51° 32′ 39″ N, 0° 07′ 02″ O | TQ305845     |
| Canonbury       | LONDRES       | N1                   | 51° 32′ 37″ N, 0° 05′ 18″ O | TQ325845     |
| Clerkenwell     | LONDRES       | EC1, WC1             | 51° 31′ 34″ N, 0° 06′ 13″ O | TQ315825     |
| Farringdon      | LONDRES       | EC1                  | 51° 31′ 15″ N, 0° 06′ 13″ O | TQ315818     |
| Finsbury        | LONDRES       | EC1, WC1             | 51° 31′ 34″ N, 0° 06′ 12″ O | TQ315825     |
| Finsbury Park   | LONDRES       | N4                   | 51° 34′ 06″ N, 0° 06′ 11″ O | TQ314872     |
| Highbury        | LONDRES       | N5                   | 51° 33′ 07″ N, 0° 05′ 49″ O | TQ319854     |
| Highgate        | LONDRES       | N6                   | 51° 34′ 18″ N, 0° 08′ 41″ O | TQ285875     |
| Holloway        | LONDRES       | N7, N19              | 51° 33′ 25″ N, 0° 07′ 02″ O | TQ306859     |
| Islington       | LONDRES       | N1                   | 51° 32′ 38″ N, 0° 06′ 10″ O | TQ315844     |
| King's Cross    | LONDRES       | N1C                  | 51° 31′ 49″ N, 0° 07′ 25″ O | TQ315835     |
| Lower Holloway  | LONDRES       | N7                   | 51° 33′ 01″ N, 0° 07′ 05″ O | TQ3047085204 |
| Mildmay         | LONDRES       | N16                  | 51° 33′ 09″ N, 0° 05′ 28″ O |              |
| Nag's Head      | LONDRES       | N7                   | 51° 33′ 25″ N, 0° 07′ 01″ O | TQ305859     |
| Newington Green | LONDRES       | N16                  | 51° 33′ 09″ N, 0° 05′ 28″ O |              |
| Pentonville     | LONDRES       | N1                   | 51° 31′ 55″ N, 0° 06′ 50″ O | TQ315835     |
| St Luke's       | LONDRES       | EC1                  | 51° 31′ 30″ N, 0° 05′ 35″ O | TQ322824     |
| Tufnell Park    | LONDRES       | N7, N19, NW5         | 51° 33′ 25″ N, 0° 08′ 02″ O | TQ295855     |
| Upper Holloway  | LONDRES       | N19                  | 51° 33′ 58″ N, 0° 07′ 52″ O | TQ295869     |

## Référence
- (en) Cet article est partiellement ou en totalité issu de l’article de Wikipédia en anglais intitulé « List of districts in the London Borough of Islington » (voir la liste des auteurs).